# 黄帅
黄帅（1961年6月—2017年12月10日），女，中国北京人，文化大革命期间黄帅事件的主角。

## 黄帅事件
1973年底，就读于海淀区中关村第一小学五年级的黄帅，因在日记中对班主任批评其他学生时说出“拿教鞭敲你的头”之类的话语表达不满，和班主任发生矛盾，班主任随后号召同班同学“批判”黄帅。随后黄帅致信《北京日报》，质疑“难道还要我们毛泽东时代的青少年再做旧教育制度‘师道尊严’奴役下的奴隶吗？”
时恰逢批林批孔运动展开，江青的亲信之一，时任中国共青团北京市委书记谢静宜在看到此信后，立即给黄帅回信称：“（这）不是你和你老师之间的关系问题，这是两个阶级、两条路线的大事”，决意利用此事掀起风波。12月12日，《北京日报》对黄帅日记作了摘编，并加了编者按语后同其信一道公开发表，12月28日，《人民日报》在头版全文转载。黄帅也随之成为在教育方面“反潮流”的模范人物，一时间全国各地都展开了学习黄帅的热潮，是为“黄帅事件”。

## 余波和晚年
1976年四人帮遭逮捕后，黄帅也受到波及，其父被抓入监狱，丢掉了工作和中共党籍。1979年，黄帅以总分320分考入北京工业大学，但消息一经报道后，其入学资格便受到了广泛质疑。最后，在胡耀邦的亲自批示下，黄帅才得以进入大学学习。1984年，黄帅又上书胡耀邦，请求为其父亲平反，后在胡耀邦的支持下获得成功。
1986年，黄帅赴日本留学，1993年毕业于东京大学。1998年底，黄帅回国就职于北京工业大学出版社。黄帅结婚後，1996年產下一子。
黄帅于2017年12月10日17点20分在北京朝阳医院病逝，享年57岁。

## 家庭
- 父親：1957年毕业于南京大学物理系声学专业，毕业任職於北京中国科学院；
- 母親：1959年毕业于南京大学生物系微生物专业。畢業後任職於北京中国科学院。